# Aggregate TOKYO
座標: 北緯35度36分54.9秒 東経139度37分26.9秒 / 北緯35.615250度 東経139.624139度
aggregate TOKYO (アグリゲート東京) は、株式会社Calledge（カレッジ）のマネジメント事業部。
女優、モデル、格闘家などのマネジメントを手掛ける。

## 概説
2021年4月1日に株式会社Calledgeのマネジメント事業部として発足。

## 所属アーティスト一覧
- 長野里美
- 木村東吉
- 和内璃乃
- 二宮芽生(業務提携)
- 愛心
- 佐々木憂流迦
- 璃香
- 長谷川サリー

## 業務提携
- PUMP management LLC